# Ігнасіо Пуссетто
Ігнасіо Пуссетто (ісп. Ignacio Pussetto, нар. 21 грудня 1995, Каньяда-Роскін) — аргентинський футболіст, нападник англійського «Вотфорда». На правах оренди грає за «Сампдорію».

## Ігрова кар'єра
У дорослому футболі дебютував 2013 року виступами за команду «Атлетіко Рафаела», в якій провів чотири сезони, взявши участь у 44 матчах чемпіонату, після чого 2016 року перейшов до «Уракана». Відіграв за команду з Буенос-Айреса наступні два роки своєї ігрової кар'єри.
Влітку 2018 року уклав контракт з клубом «Удінезе», якому трансфер гравця обійшовся у 8 мільйонів євро. За півтора роки, у січні 2020 року, приєднався до англійського «Вотфорда». Не зумів пробитися до основного складу команди і в жовтні того ж року повернувся до «Удінезе» на орендних умовах.
У вересні 2022 року був орендований «Сампдорією».

## Статистика виступів

### Статистика клубних виступів
Станом на 1 травня 2022
| Сезон                        | Команда                      | Чемпіонат                    | Чемпіонат | Чемпіонат | Національний кубок | Національний кубок | Національний кубок | Континентальні кубки | Континентальні кубки | Континентальні кубки | Інші змагання | Інші змагання | Інші змагання | Усього | Усього |
| Сезон                        | Команда                      | Ліга                         | Ігор      | Голів     | Ліга               | Ігор               | Голів              | Ліга                 | Ігор                 | Голів                | Ліга          | Ігор          | Голів         | Ігор   | Голів  |
| ---------------------------- | ---------------------------- | ---------------------------- | --------- | --------- | ------------------ | ------------------ | ------------------ | -------------------- | -------------------- | -------------------- | ------------- | ------------- | ------------- | ------ | ------ |
| 2013–14                      | «Атлетіко Рафаела»           | ПД                           | 11        | 0         | КА                 | 0                  | 0                  | -                    | -                    | -                    | -             | -             | -             | 11     | 0      |
| 2014                         | «Атлетіко Рафаела»           | ПД                           | 3         | 0         | КА                 | 1                  | 0                  | -                    | -                    | -                    | -             | -             | -             | 4      | 0      |
| 2015                         | «Атлетіко Рафаела»           | ПД                           | 19        | 2         | КА                 | 0                  | 0                  | -                    | -                    | -                    | -             | -             | -             | 19     | 2      |
| 2016                         | «Атлетіко Рафаела»           | ПД                           | 11        | 2         | КА                 | 0                  | 0                  | -                    | -                    | -                    | -             | -             | -             | 11     | 2      |
| Усього за «Атлетіко Рафаела» | Усього за «Атлетіко Рафаела» | Усього за «Атлетіко Рафаела» | 44        | 4         |                    | 1                  | 0                  |                      | -                    | -                    |               | -             | -             | 45     | 4      |
| 2016–17                      | «Уракан»                     | ПД                           | 15        | 3         | КА                 | 1                  | 0                  | ПК                   | 3                    | 0                    | -             | -             | -             | 19     | 3      |
| 2017–18                      | «Уракан»                     | ПД                           | 27        | 9         | КА                 | 1                  | 0                  | -                    | -                    | -                    | -             | -             | -             | 28     | 9      |
| Усього за «Уракан»           | Усього за «Уракан»           | Усього за «Уракан»           | 42        | 12        |                    | 2                  | 0                  |                      | 3                    | 0                    |               | -             | -             | 47     | 12     |
| 2018–19                      | «Удінезе»                    | A                            | 35        | 4         | КІ                 | 1                  | 0                  | -                    | -                    | -                    | -             | -             | -             | 36     | 4      |
| 2019-січ. 2020               | «Удінезе»                    | A                            | 12        | 1         | КІ                 | 2                  | 0                  | -                    | -                    | -                    | -             | -             | -             | 14     | 1      |
| січ.-лип. 2020               | «Вотфорд»                    | ПЛ                           | 7         | 0         | КА+КЛ              | 0                  | 0                  | -                    | -                    | -                    | -             | -             | -             | 7      | 0      |
| серп.-жовт. 2020             | «Вотфорд»                    | ЧФЛ                          | 1         | 0         | КА+КЛ              | 0+1                | 0                  | -                    | -                    | -                    | -             | -             | -             | 2      | 0      |
| Усього за «Вотфорд»          | Усього за «Вотфорд»          | Усього за «Вотфорд»          | 8         | 0         |                    | 1                  | 0                  |                      | -                    | -                    |               | -             | -             | 9      | 0      |
| жовт. 2020–21                | «Удінезе»                    | A                            | 11        | 3         | КІ                 | 2                  | 1                  | -                    | -                    | -                    | -             | -             | -             | 13     | 4      |
| 2021–22                      | «Удінезе»                    | A                            | 26        | 4         | КІ                 | 3                  | 2                  | -                    | -                    | -                    | -             | -             | -             | 29     | 6      |
| Усього за «Удінезе»          | Усього за «Удінезе»          | Усього за «Удінезе»          | 84        | 12        |                    | 8                  | 3                  |                      | -                    | -                    |               | -             | -             | 92     | 15     |
| вер. 2022–23                 | «Сампдорія»                  | A                            | 0         | 0         | КІ                 | 0                  | 0                  | -                    | -                    | -                    | -             | -             | -             | 0      | 0      |
| Разом                        | Разом                        | Разом                        | 178       | 28        |                    | 12                 | 3                  |                      | 3                    | 0                    |               | -             | -             | 193    | 31     |